# Orodesma juanita
Orodesma juanita är en fjärilsart som beskrevs av William Schaus 1894. Orodesma juanita ingår i släktet Orodesma och familjen nattflyn. Inga underarter finns listade i Catalogue of Life.